# Tang Yijie
Pour les articles homonymes, voir Tang.
Dans ce nom chinois, le nom de famille, Tang, précède le nom personnel Yijie.
Tang Yijie, 汤一介 en chinois (pinyin : Tāng Yījiè), est un érudit et professeur chinois, né à Tianjin le 16 février 1927 et mort à Pékin le 9 septembre 2014. Professeur à l'université de Pékin, il est considéré comme le plus grand érudit en philosophie et sinologie. Premier directeur de l'institut en études confucéennes à l'université de Pékin, il est le fer de lance du projet de compilation des travaux classique sur le confucianisme.